# Balalaika
Een balalaika (Russisch: балалайка) is een typisch Russisch snaarinstrument met een driehoekige klankkast en drie snaren. De balalaika werd in Rusland al eeuwen bespeeld en dook rond 1700 reeds op, maar werd door Vassili Andrejev, een Russische muzikant-musicoloog, aan het eind van de 19e eeuw 'herontdekt.'
Andrejev ontwikkelde de balalaika en, minstens even belangrijk, modificeerde het naar een wat toegankelijker instrument en ontwikkelde nieuwe speelstijlen. Daarnaast ontwierp hij een complete familie van balalaika's, waarvan op dit moment vier leden gebruikt worden. De balalaikafamilie bestaat uit:
- de prime-balalaiaka (sopraan): het 'lead'-instrument van de familie. Deze bestaan ook in een zessnarige versie, waarbij de snaren gewoon gedubbeld worden.
- de altbalalaika (een octaaf lager).
- de basbalalaika (vergelijkbaar met de cello). De basbalalaika steunt op een pin in een van de hoeken en wordt met een groot vetleren plectrum bespeeld.
- contrabasbalalaika (vergelijkbaar met de contrabas uit de vioolfamilie). Ook deze steunt met een van zijn hoeken op een pin en wordt met een leren plectrum bespeeld.

Minder gebruikelijk zijn de piccolobalalaika (boven de prime) en de secundbalalaika, die tussen prime- en altbalalaika in zit.
De tenorbalalaika zit weer lager dan de alt, en hoger dan de bas. Het experimenteren met stemmingen leidt tot extra namen.
Balalaika's werden in onderstaande afmetingen gemaakt:
| Naam         | lengte  | gebruikelijke stemming |
| ------------ | ------- | ---------------------- |
| descanta     | 46      | E5 E5 A5               |
| piccolob     | 61      | B4 E5 A5               |
| primec       | 66-69   | E4 E4 A4               |
| secundc,d    | 68-74   | A3 A3 D4               |
| altc         | 81      | E3 E3 A3               |
| tenora       | 91-97   | A2 A2 D3               |
| basc         | 104     | E2 A2 D3               |
| contrabasb,c | 130-165 | E1 A1 D2               |
a - in onbruik geraakt
b - zeldzaam
c - gebruikt in het moderne balalaika orkest
d - secundas zijn vaak prim balalaikas die lager gestemd zijn
De normale stemming is dat twee van de drie snaren hetzelfde gestemd zijn, en de derde een kwart hoger, bijvoorbeeld de prime-balalaika: e1-e1-a1 of de balalaika wordt in drie verschillende tonen gestemd als opstapeling van kwarten, bijvoorbeeld de piccolo-balalaika: b1-e2-a2.
Alle balalaika's worden met een plectrum bespeeld, behalve de prime, die wordt met de blote vingers bespeeld. De speler heeft hier een variëteit aan rechterhandtechnieken tot zijn beschikking, waarmee hij aan zijn instrument een scala aan klanken kan ontlokken. Leden van de Noorse pop/folk band Katzenjammer bespelen de contrabasbalalaika met de blote vingers.
In het westen wordt de balalaika in de eerste plaats als een volksinstrument gezien. In Rusland en Oekraïne denkt men daar anders over: men ziet het daar als een volwaardig instrument dat de concurrentie met de viool aan zou moeten kunnen. Eduard Tubin (Zweeds, maar afkomstig uit Estland) componeerde een concert voor balalaika en orkest (1963/64).